# Posse de Barack Obama em 2013
A segunda posse (português brasileiro) ou investidura (português europeu) de Barack Obama marcou o início de seu segundo mandato como o 44º Presidente dos Estados Unidos e de Joe Biden como Vice-presidente. Uma cerimônia particular de juramento ocorreu em 20 de janeiro de 2013, na Sala Azul da Casa Branca, em Washington, D.C. Uma cerimônia pública foi realizada em 21 de janeiro no Capitólio dos Estados Unidos.
O tema da posse foi "Faith in America's Future" (Fé no Futuro da América), comemorando o 150º aniversário da Proclamação de Emancipação de Abraham Lincoln e da conclusão da cúpula do Capitólio, em 1863. O tema também referencia a "perseverança e unidade" do país e ressoa o tema utilizado durante as campanhas eleitorais de Obama ao longo do ano anterior. Os eventos oficiais de posse ocorreram em Washington, D.C., de 19 a 21 de janeiro de 2013, incluindo concertos, um dia nacional de serviço durante o feriado nacional de Martin Luther King Jr., a cerimônia de posse, um almoço oficial, os bailes inaugurais e uma cerimônia de oração de posse. O juramento presidencial foi conduzido a Obama durante sua cerimônia de investidura em 20 e 21 de janeiro de 2013 pelo Chefe de Justiça John G. Roberts. 

## Eventos de posse

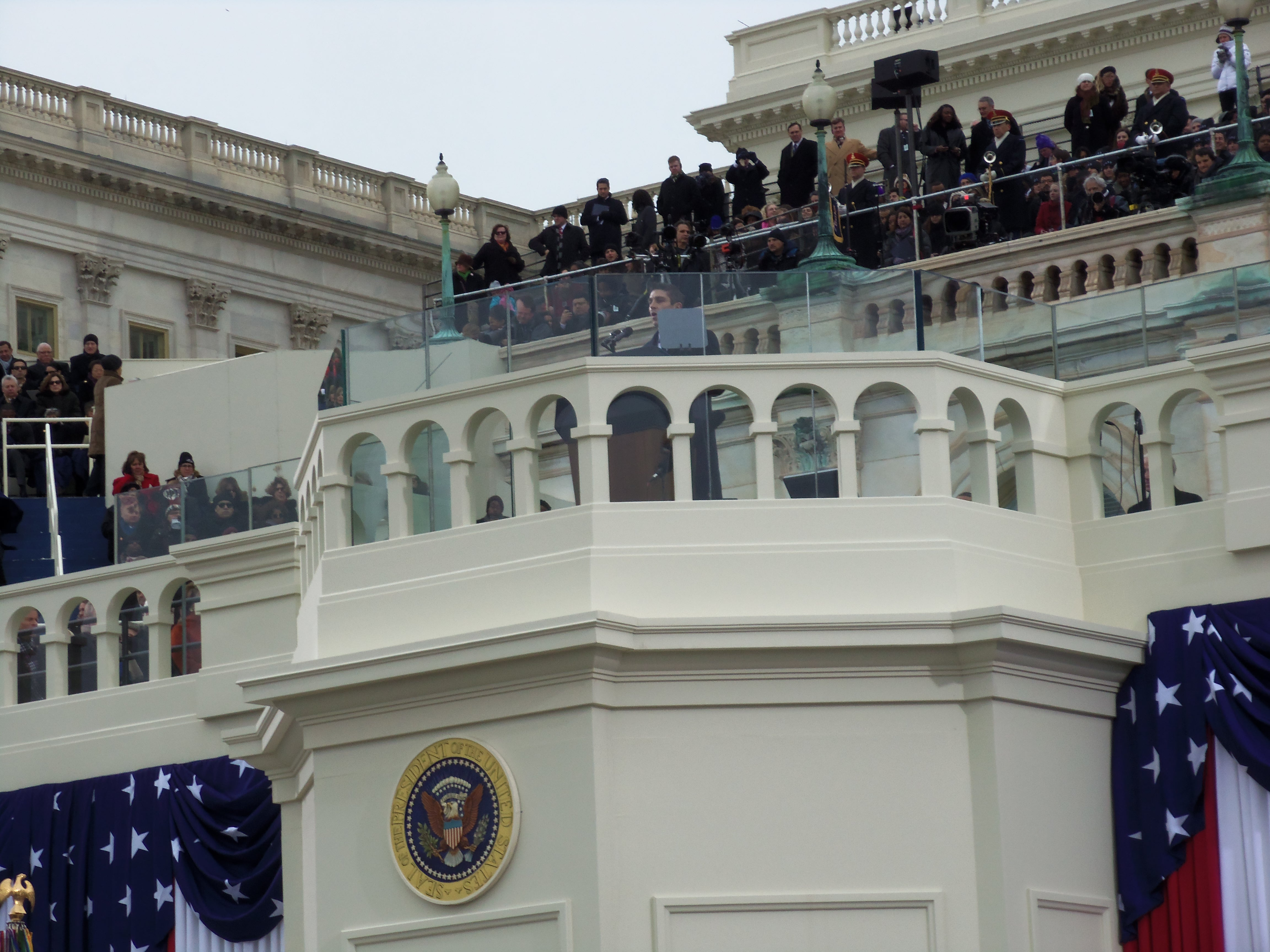
Barack Obama discursando em uma cerimônia pública no Capitólio.

### Juramento
Como determinado pela Vigésima Emenda a Constituição dos Estados Unidos, todos os presidentes empossados desde outubro de 1933 iniciam seu novo mandato em 20 de janeiro pela manhã. Como 20 de janeiro de 2013 caiu num domingo, a somente cerimônia oficial ocorreu na data prevista, sendo a cerimônia pública realizada no dia seguinte, segunda-feira. O juramento oficial de Obama ocorreu no domingo, 20 de janeiro, na Sala Azul da Casa Branca, enquanto a cerimônia pública de posse do Vice-presidente Joe Biden ocorreu na Number One Observatory Circle, a residência oficial da Vice-presidência. O Chefe de Justiça John G. Roberts conduziu o juramento do Presidente; a juíza Sonia Sotomayor conduziu o juramento do Vice-presidente.
Na cerimônia de juramento de 20 de janeiro, o Vice-presidente Joe Biden usou uma Bíblia pertencente à sua família desde 1893 e utilizada por ele em todas as cerimônias de posse desde seu ingresso ao Senado, em 1973. Obama, por outro lado, fez uso de uma Bíblia pertencente à Michelle Obama. Obama tornou-se o sétimo presidente estadunidense a realizar o juramento de posse em sessão privada; o primeiro foi James Monroe em 1821.

### Cerimônia: "Fé no Futuro da América"
A cerimônia pública inaugural ocorreu na fachada oeste do Capitólio dos Estados Unidos, em 21 de janeiro de 2013. A cerimônia foi aberta com uma performance do coral PS22 Chorus, seguida de uma apresentação da Banda dos Fuzileiros Navais dos Estados Unidos (chamada popularmente de "Propriedade do Presidente"). O senador Charles Schumer, chefe do Comitê Congregacional Conjunto para as Cerimônias de Posse, atuou como o mestre de cerimônias.
Myrlie Evers-Williams, viúva do líder do movimento dos direitos civis Medgar Evers, proferiu a invocação, seguida de uma performance do "The Battle Hymn of the Republic" pelo renomado coral Brooklyn Tabernacle Choir. O Vice-presidente-eleito Biden tomou seu juramento da Juíza Associada Sonia Sotomayor. Ao completar seu juramento, Biden recebeu uma saudação de quatro ruffles e flourishes e do hino "Hail, Columbia" por militares das forças armadas. Em seguida, o cantor James Taylor cantou "America the Beautiful". Logo após a apresentação de Taylor, o Chefe de Justiça John G. Roberts conduziu o juramento do Presidente-eleito Barack Obama, que foi igualmente saudado com 21 salvas de canhão pelos militares das forças armadas. 
Após a saudação, Obama realizou seu discurso de posse ao público como Presidente dos Estados Unidos à 11:53 da manhã (horário local), que possui 2.137 palavras e perdurou por cerca de 18 minutos. O discurso de Obama foi seguido de uma performance de "My Country, 'Tis of Thee", por Kelly Clarkson. Richard Blanco leu publicamente seu poema, seguido da benção proferida pelo Reverendo Luis Leon. A cantora pop Beyoncé concluiu as apresentações com uma interpretação do hino nacional estadunidense, "The Star-Spangled Banner".

## Eventos após a cerimônia
Ao concluir seu discurso de posse, Obama retornou ao interior do Capitólio e acenou novamente às multidões no National Mall. Naquele momento, o presidente disse às pessoas próximas: "Quero olhar novamente. Não verei isto outra vez." Logo em seguida, Obama assinou o livro de visitas do Capitólio. 
Numa das salas do Capitólio, Obama assinou documentos submetendo as nomeações ao gabinete, incluindo as Secretarias de Estado, Defesa e Tesouro e a chefia da CIA.

### Baile inaugural

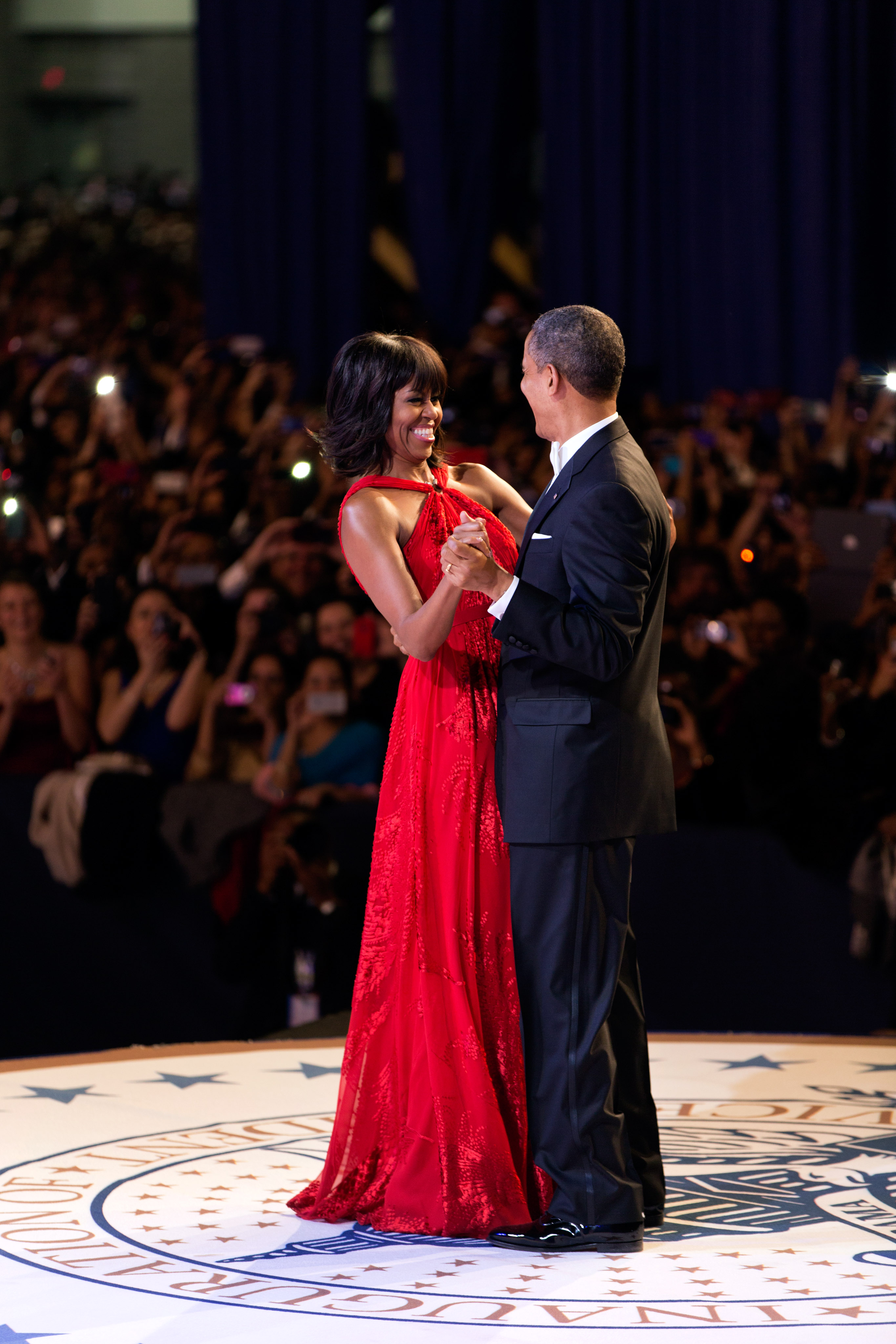
Barack Obama e Michelle Obama dançam juntos no Baile Inaugural, 2013.

Em contrapartida ao número de bailes de gala da primeira posse presidencial de Obama, somente dois bailes de posse ocorreram em 21 de janeiro para celebrar o início do segundo mandato. Barack Obama e a Primeira-dama Michelle Obama participaram do "Baile do Comandante-em-Chefe" para militares das forças armadas norte-americanas e também compareceram ao Baile Inaugural, um baile de gala público a todos os cidadãos americanos. Ambos os bailes ocorreram em 21 de janeiro no Centro de Convenções Walter E. Washington, em Washington, D.C. A cantora Jennifer Hudson performou a canção "Let's Stay Together" durante a dança do casal presidencial. Outros artistas também se apresentaram no baile, entre os quais Alicia Keys, Black Violin, Brad Paisley, Far East Movement, Fun, o elenco de Glee, John Legend, Maná, Smokey Robinson, Soundgarden e Stevie Wonder.
No dia 22 de janeiro, um baile inaugural privado foi realizado na Casa Branca para funcionários do governo e membros da equipe de Obama. Este evento, por sua vez, foi conduzido por Lady Gaga e Tony Bennett.
Obama e Michelle entoaram a canção "fired up, ready to go", que foi tema nas campanhas eleitorais de 2008 e 2012. Obama expressou gratidão e honrou os funcionários e assessores de campanha por seu trabalho, dizendo que: isto o "faz saber que o futuro da América está em boa mãos", uma vez que "todos entendam o grande e incrível poder que possuem quando trabalham juntos, quando vozes se juntam."
Durante o baile de posse para a equipe, Obama também homenageou Alex Okrent, um assessor de campanha de 29 anos de idade que faleceu na sede partidária em Chicago em 2012. A arrecadação dos ingressos para o baile de funcionários foi revertida para um fundo em memória de Okrent.

### Serviço de oração

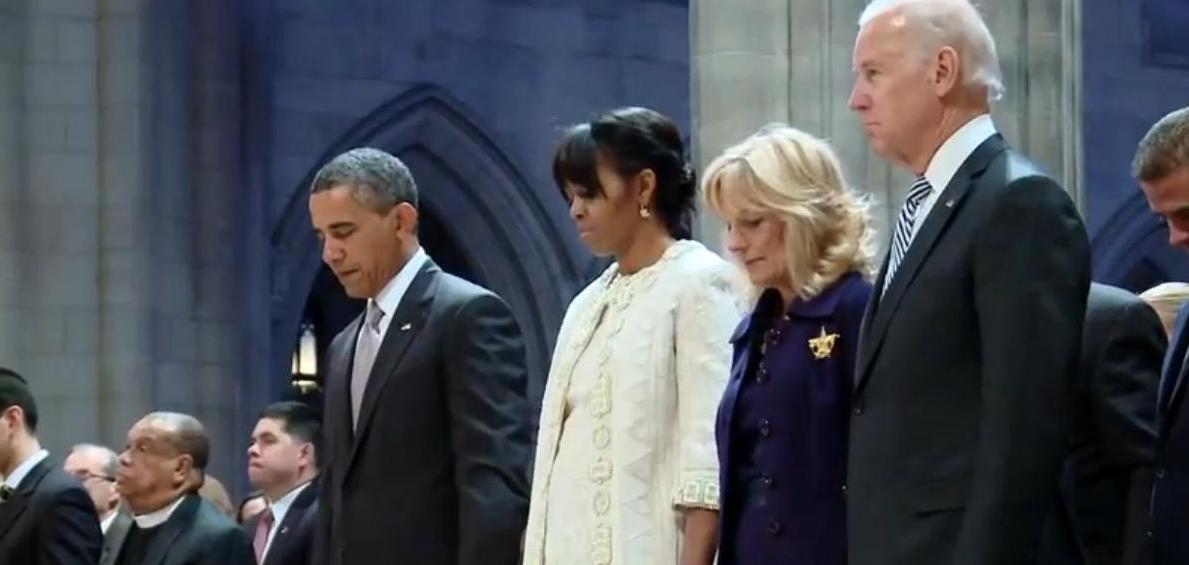
Os Obama e os Biden durante o serviço nacional de oração, em 22 de janeiro de 2013.

Em 22 de janeiro, Barack e Michelle Obama e Joe e Jill Biden reuniram na Catedral Nacional de Washington para um dia nacional de oração. Dignatários e convidados de diversas crenças religiosas compareceram ao serviço em honra ao Presidente e Vice-presidente. Assim como no serviço de oração de 2009, o tema deste último foi o diálogo inter-religioso e a diversidade religiosa.